# Ali Bongo Ondimba
Ali Bongo Ondimba (* 9. února 1959 v Brazzaville), rodným jménem Alain-Bernard Bongo, je bývalý prezident Gabonské republiky. Je synem bývalého prezidenta Omara Bonga Ondimby, kterého nahradil ve funkci hlavy státu. V srpnu 2023 proběhly v Gabonu prezidentské volby, ve kterých byl Bongo Ondimba již potřetí zvolen prezidentem. 30. srpna 2023 proběhl v zemi vojenský převrat.

## Vyznamenání

### Velmistr gabonských řádů
Jakožto gabonský prezident je od 16. října 2009 velmistrem gabonských řádů:
- velmistr Řádu rovníkové hvězdy
- velmistr Národního řádu za zásluhy
- velmistr Řádu národního vzdělávání
- velmistr Řádu za zásluhy v zemědělství

### Zahraniční vyznamenání
- velkodůstojník Řádu čestné legie – Francie, 24. února 2010[2]